# Rumieniak żółtobrązowy

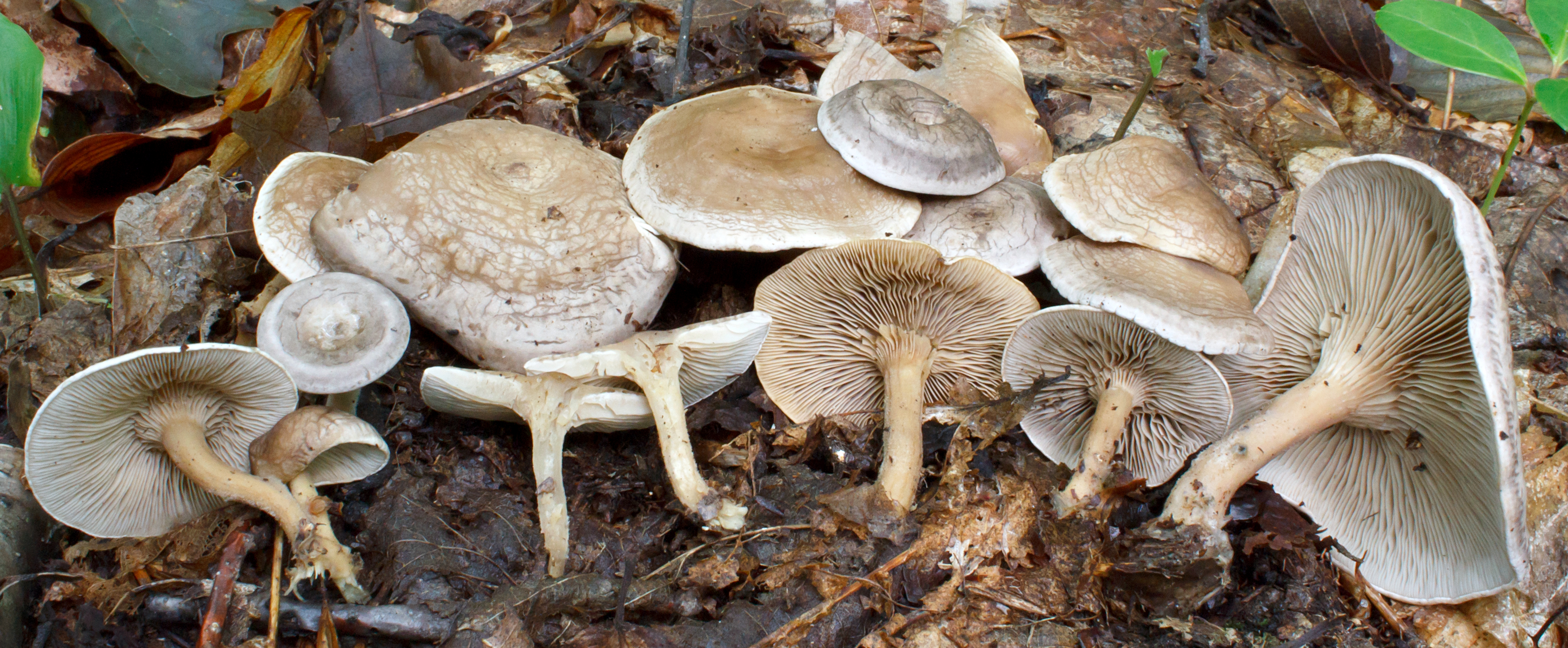

Rumieniak żółtobrązowy, lejkorumieniak żółtobrązowy (Lulesia popinalis (Fr.) T.J. Baroni, B.E. Lechner & N. Niveiro) – gatunek grzybów z rodziny dzwonkówkowatych (Entolomataceae).

## Systematyka i nazewnictwo
Pozycja w klasyfikacji według Index Fungorum: Lulesia, Entolomataceae, Agaricales, Agaricomycetidae, Agaricomycetes, Agaricomycotina, Basidiomycota, Fungi.
Po raz pierwszy takson ten zdiagnozował w 1821 r. Elias Fries, nadając mu nazwę Agaricus popinalis. W 2023 r. T.J. Baroni, B.E. Lechner & N. Niveiro dokonali rewizji taksonomicznej i przenieśli go do rodzaju Lulesia.
Synonimów ma ponad 30. Niektóre z nich:
- Clitocella popinalis (Fr.) Kluting, T.J. Baroni & Bergemann 2014
- Clitopilus lutetianus (E.-J. Gilbert) Noordel. & Co-David 2009
- Paxillopsis popinalis var. pallida J.E. Lange 1940
- Rhodocybe lutetiana (E.-J. Gilbert) Bon 1973
- Rhodocybe popinalis (Fr.) Singer 1951
- Rhodopaxillus popinalis (Fr.) Konrad & Maubl. 1937

Nazwę polską zaproponował Władysław Wojewoda w 2003 r. Podawał ją dla rodzaju Rhodocybe, jest więc ona niespójna z aktualną nazwą naukową. W 2025 r. Komisja ds. Polskiego Nazewnictwa Grzybów Polskiego Towarzystwa Mykologicznego zarekomendowała nazwę lejkorumieniak żółtobrązowy, która również jest niespójna z nazwą naukową, gdyż odnosi się do rodzaju Clitocella.

## Morfologia
Kapelusz
Średnica 2,5–9 cm. U młodych okazów kształt półkulisty, potem stożkowatowypukły, na koniec prawie rozpostarty z niskim garbkiem, czasami nieco wklęsły na środku. Brzeg silnie podwinięty, potem wyprostowany, zwykle silnie pofalowany. Kolor bardzo zmienny; od prawie białego przez kremowy, szarawy i brązowy do szarobrązowego, czasami z liliowym odcieniem. Jest częściowo higrofaniczny; w stanie wilgotnym nieprążkowany, ale silnie zmienia kolor (ciemnieje). Powierzchnia naga, czasami delikatnie oprószona lub owłosiona, często koncentrycznie strefowana nieregularnymi plamkami, z wiekiem promienista. Uszkodzona czasami czernieje.
Blaszki
W liczbie 40–80 z międzyblaszkami (l=3–7), dość gęste, początkowo przyrośnięte, potem silnie zbiegające, łukowate, czasami postrzępione, wąskie, o szerokości 3–5 mm. Początkowo białoszare, potem żółtobrązowe lub szaroochrowe, u starszych okazów z różowym odcieniem. Po uszkodzeniu czernieją. Ostrza tej samej barwy.
Trzon
Długość 1,5–6 cm, grubość 4–17 mm, cylindryczny, czasami zwężający się lub poszerzający ku podstawie. Powierzchnia początkowo brudnobiała, potem szarawa, czasami w dolnej części filcowata. Po uszkodzeniu czasami czernieje.
Miąższ
Zapach silnie mączny, smak gorzki.
Cechy mikroskopowe;
Zarodniki 4,5–8 × 3,5–6 μm, szerokoelipsoidalne, maksymalnie 12-kątne w widoku z boku. Podstawki 20–40 × 6–9 μm, 4-zarodnikowe. Cystyd brak. Strzępki skórki o szerokości 3–8 μm, inkrustowane pigmentem. Brak sprzążek.

## Występowanie i siedlisko
Występuje w Europie oraz w Ameryce Północnej (w kilku stanach USA). W literaturze naukowej na terenie Polski do 2003 r. podano dwa stanowiska. Jest rzadki. Znajduje się na Czerwonej liście roślin i grzybów Polski. Aktualne stanowiska podaje także internetowy atlas grzybów. Ma status V – gatunek narażony, który prawdopodobnie w najbliższej przyszłości przesunie się do kategorii gatunków wymierających, jeśli nadal będą działać czynniki zagrożenia. Znajduje się na listach gatunków zagrożonych także w Szwajcarii, Niemczech, Norwegii i Holandii.
Saprotrof rozwijający się na ściółce w lasach liściastych i iglastych. Owocniki pojawiają się pojedynczo lub grupkami od lata do jesieni.